# Густаво Адолфо Бекер
Густаво Адолфо Клаудио Домингес Бастида (шп. Gustavo Adolfo Claudio Domínguez Bastida; Севиља, 17. фебруар 1836 — Мадрид, 22. децембар 1870), познатији као Густаво Адолфо Бекер (шп. Gustavo Adolfo Bécquer), је био шпански романтичарски песник и приповедач.

## Биографија
Густаво Адолфо Бекер се родио у среду, 17. фебруара 1836, у улици Анћа де Сан Лоренсо бр. 9 (шп. Ancha de San Lorenzo), данас Конде де Барахас (шп. Conde de Barajas), у кући која данас више не постоји. Осам дана касније, 25. фебруара, у парохији San Lorenzo Mártir, крстила га је Мануела Монуе, ћерка француског парфимера који је живео у Севиљи и ученица Бекеровог оца, сликара.
Његов отац, сликар, дон Хосе Домингес Бекер оженио се доња Хоакином де ла Бастида и Варгас и имали су осморо деце. Дон Хосе је успешно зарађивао сликајући за енглеске путнике, који су с одушевљењем куповали његове слике. Захваљујући томе је издржавао своју породицу.
Бекер је имао срећно детињство до своје четврте године, када му је умро отац, 26. јануара 1841. Када је имао десет година, 1846. године, уписао се у школу Сан Темпло (шп. Colegio de San Templo) у Севиљи. Густаво и његова браћа су остали и без мајке 27. фебруара 1847. Усвојила их је Марија Бастида, сестра њихове мајке. Густаво и његов брат Валериано су се посебно везали један за другог у овом периоду.
Када се затворила школа коју је Бекер похађао, он је постао несигуран у своју будућност. Густаво одалази да живи код своје куме Мануеле, која је била веома богата и захваљујући чијој библиотеци је много заволео књижевност. Потом почиње да иде на часове сликарства код Антонија Кабрала Бехарана, а касније и код свог стрица, Хоакина Домингеса Бекера, који га је подстакао и финансирао му студије латинског.

### Мадридски сан
Бекер је, 1853. већ био млади песник који је своје стихове објављивао у часописима и новинама, и који је познавао Нарсиса Кампиља и Хулија Номбелу, два писца у успону, који су му били добри пријатељи. Њих тројица су основали књижевно друштво и скупили своје песме са циљем да их објаве у Мадриду и постану славни.
Густаво је напустио Севиљу, и уз помоћ свог стрица је стигао у Мадрид у октобру 1854. године. Номбела је већ био тамо, а Кампиљо је требало ускоро да стигне. Међутим, песник је доживео разочарање, али је био истрајан и наставио да пише. Да би могао да преживи посветио се новинарству и адаптацији страних позоришних дела, у сарадњи са својим пријатељем Луисом Гарсијом Луном, и заједно су користили псеудоним Адолфо Гарсија.
Да би зарадио новац, Густаво је са својим пријатељима писао и комедије и сарсуеле. La novia y el pantalón (1856) је комедија у којој сатирично приказује буржоаску и неумтинчку околину која га окружује, а La venta encantada (1857) је сарсуела заснована на Дон Кихоту.
Године 1857, он се заразио туберкулозом, мада се неки биографи опредељују за сифилис, болешћу која ће га пратити до смрти. У то време је радио у Dirección de Bienes Nacionales, али га је шеф отпустио, јер га је затекао како слика. Његов песимизам расте , али му брат помаже да савлада и превазиђе тренутну ситуацију. Исте године Бекер је започео важно дело, Historia de los Templos de España (Историја шпанских храмова. Инспирација за ово дело било је Шатобријаново дело Геније хришћанства (фр. Génie du christianisme). У овом делу се проучава шпанска хришћанска уметност, уједињујући религијску мисао, архитектуру и историју. Овај незавршени пројекат, који је окупио велике стручњаке, показује таленат песника „сањара“.
Током опоравка, збринут од стране брата Валериана, објављује своју прву легенду, El caudillo de las manos rojas, и упознаје Хулију Еспин, према неким критичарима, музу неких његових стихова. Бекер се заљубио у њу, али веза није била могућа јер је она била из више класе и није јој се свиђао његов боемски начин живота. Дуго се веровало да му је муза била Елиса Гиљен, са којом је песник био у вези док га није оставила 1860, због које су настали стихови пуни горчине.
Године 1860. је објавио дело Cartas literarias a una mujer. Исте године је упознао будућу супругу, Касту Естебан, у кући доктора који га је лечио. Оженио се Кастом 1861. године и имали су троје деце. Захваљујући још једном од својих великих пријатеља, Родригесу Кореи, Бекер почиње да пише књижевне и политичке хронике за новине El Contemporáneo, чиме успева да заради довољно за живот са супругом. Прво дете, сина, добијају 1862, када су живели у граду Сорији. Тада Бекер почиње активно да пише, мотивисан својом малом породицом и у жељи да добро живе. У то време настају његова најбоља дела. Међутим, овај брак никада није био срећан. Бекер је увек имао потешкоћа с новцем, и никад није успео да поправи свој економски статус.
Економска ситуација се за песника побољшава од 1866. године, када је добио посао званичног цензора романа, и посветио се писању дела, Leyendas (легенде) и Rimas (риме), која су касније објављена у музеју Универсал. Али због револуције 1868. године , песник је изгубио посао, сазнао за неверство своје супруге и развео се. У пратњи двојице синова одлази у Толедо да живи код брата.
Најплоднији период његове каријере био је од 1861. до 1865. године, када је написао највећи број својих дела. Писао је и новинске чланке и уређивао Cartas literarias a una mujer, где је изнео своју теорију поезије и љубави. Један период који је провео у манастиру Веруела 1864. године, инспирисао га је да напише Cartas desde mi celda, скуп пејзажа лепих описа.
Већина његове прозе има фантастичну радњу, као La Corza Blanca (1863), где је главни јунак жена која се ноћу претвара у срну.
Постао је директор просветитељства у Мадриду 1870. године, али га је смрт његовог брата Валериана, 23. септембра 1870, довела у стање дубоке депресије. Бекерово стање због туберкулозе се погоршава и он умире 22. децембра 1870, у тридесет и четвртој години.
Бекерова огромна књижевна слава се заснива на његовим делима Rimas, која су покренула романтичарску струју интимне поезије, која се супротставља реторици и бомбастичности претходних романтичарских песника. Тренутна књижевна критика, није прихватила његове песме, иако је његова популарност расла у наредним годинама.
Песме Rimas, такве какве су и стигле до нас, броје осамдесет шест композиција. Од овог укупног броја композиција, седамдесет шест је први пут објављено 1871. године, од стране песникових пријатеља, који су увели одређене измене у текстовима, уклонили неке песме и изменили редослед оригиналног рукописа (тзв. шп. Libro de los gorriones, који се данас чува у Народној библиотеци у Мадриду). Садржај рима био је подељен у четири групе. Прву групу (I a XI) чини одраз поезије и књижевног стваралаштва, у другој групи (XII a XXIX) тема је љубав и љубавни одраз на песникову душу, трећу групу (XXX a LI) чине риме о разочарању које љубав проузрокује у песниковој души и четврту (LII a LXXXVI), последњу групу, која представља приказ песника суоченог са смрћу и разочараног у љубав и свет.
Дело Desde mi celda представља десет лирских записа у романтичарској књижевној форми, писмима, која је песник током боравка у манастиру Веруели, писао својим пријатељима и читаоцима. Зидине древног манастира представљају идеалну позорницу на којој ће се одвијати песникова интимна драма. У овом делу преламају се вечно и пролазно. Бекер отвара своју душу и открива сву драматичност дубоког осећња усамљености и бола пред неумитношћу смрти.

## Бекер као сликар
Још као дете био је окружен сликама и цртежима свог оца, што је имало велики утицај на његово интересовање за сликарство. Бекер је говорио да је сликарство начин да се изрази неизрециво, превазилажење писаног.
Увек је ценио начин цртања карикатура код својих пријатља и сарађивао је неколико пута са својим братом Валерианом. Густаво наглашава своју технику и продире у унутрашњи свет. Живот и смрт су испреплетани у већини његових цртежа из серије Les morts pour rire. Bizarrerie. Нацртане сцене измамљују осмех, подсмевање смрти.
Направио је и неколико цртежа у којима је представио своје имагинарне светове који се огледају у његовим делима, Rimas и Leyendas, а Хулија Еспин такође чини велики део његових цртежа, у којима се огледа у различитим ситуацијама.

## Дела
- Риме, које броје осамдест шест песама.
- (1857)
- (1860-1861)
- (1864)
- (1868)
- (1871)

### Легенде
- (1858)
- (1858)
- (1860)
- (1861)
- (1861)
- (1861)
- (1861)
- (1862)
- (1862)
- (1862)
- (1862)
- (1862)
- (1863)
- (1863)
- (1863)
- (1863)
- (1863)
- (1864)
- (1861)
- (1861)
- (1862)
- (1862)
- (1863)
- (1863)
- (1865)
- (1863)
- (1863)
- (inacabada)

### Позоришна дела
- (1856)
- (1857)
- (1859)
- (1860)
- (1860)

## Цитати
Душа која може очима да говори, може и погледом да љуби.
Љубав је мистерија коју чине необјашњиви феномени. У њој је све ирационално, неодређено и апсурдно.
Усамљеност је веома лепа када постоји неко коме можеш причати о њој.
Онај ко има машту са великом лакоћом ни од чега ствара све.
Утисак који књига остави важнији је од саме књиге.
Колико би се само мистериозних смрти објаснило, када би се могла направити дисекција душа.
Моје срце је било ужарена, течна маса која ће се, попут наше планете, постепено хладити и очвршћивати.

### Видео фајл
- Документарни филм